# Lampsilis cariosa
Lampsilis cariosa är en musselart som först beskrevs av Thomas Say 1817.  Lampsilis cariosa ingår i släktet Lampsilis och familjen målarmusslor. IUCN kategoriserar arten globalt som starkt hotad. Inga underarter finns listade i Catalogue of Life.